# 晏朝寅
晏朝寅，號鸿埜，四川雅州名山县人。明朝政治人物、進士出身。

## 生平
嘉靖癸亥十一月二十日（官年）生。萬曆十三年（1585年）乙酉科四川鄉試舉人，十七年（1589年）登己丑科三甲二百四十三名進士，禮部觀政，十二月授湖廣醴陵知縣，升户部福建司主事，养病，丁憂，三十二年補原职，管禄米仓，三十三年臨清管仓，三十四年升员外郎，次年歴官户部广西司郎中，监督山东、河南粮储，本年升南宁知府，三十六年十一月升广西布政使司右参议兼按察使司佥事，次年致仕。在官廉平有守，不愧官方，卒祀乡贤，敕于本县建坊，今坊在县署之右，颜曰「岷峨毓俊」。

## 家族
祖父晏添曉。父晏伦，號西野，累封醴陵县知县、户部福建司主事，次子。弟晏朝賓，字光埜，舉人，官雲南呈貢縣知縣。